# ТЕС Тавіла А2
24°45′45″ пн. ш. 54°41′0″ зх. д. / 24.76250° пн. ш. 54.68333° зх. д.
ТЕС Тавіла А2 – теплова електростанція на північному сході емірату Абу-Дабі (Об'єднані Арабські Емірати).
В 2000 – 2003 роках на електроенергетичному майданчику, де вже працювали ТЕС Тавіла A1 та ТЕС Тавіла B, стала до ладу ще одна станція Тавіла А2. Цей проект реалізували через компанію Emirates CMS Power Company, котра належить місцевій енергетичній агенції ADWEA (60%) та компанії із штаб-квартирою у Мічигані CMS Energy (40%). ТЕС Тавіла А2 має один парогазовий блок номінальною потужністю 780 МВт, в якому 3 газові турбіни потужністю по 185 МВт живлять через котли-утилізатори дві парові турбіні з показниками по 113 МВт. 
Як і більшість інших електростанцій ОАЕ, ТЕС Тавіла А2 інтегрована із опріснювальним заводом, котрий використовує отримане від парових турбін залишкове тепло для випаровування води. Продуктивність цього заводу становить 230 млн літрів на добу.
Як паливо станція використовує природний газ, котрий традиційно надходив до Тавіли по трубопроводу від газопереробного комплексу Хабшан. При цьому починаючи з 2007-го сюди також вивели офшорний трубопровід від Рас-Лаффана, через який постачається ресурс катарського походження.
Для охолодження використовується морська вода, котра подається на майданчик по каналу довжиною 2 км (він же живить ТЕС Тавіла А1 та ТЕС Тавіла B).
Зв’язок станції з енергосистемою відбувається по ЛЕП, розрахованій на роботу під напругою 400 кВ.